# Stormcock
Stormcock è il quinto album di Roy Harper, comunemente considerato come il suo migliore lavoro.

## Storia
Il titolo, Stormcock, è un vecchio nome inglese della tordela (Turdus viscivorus). Il maschio di questa specie canta le sue melodie da un albero, un tetto o altri luoghi elevati, spesso durante le giornate di cattivo tempo o durante la notte; forse la metafora perfetta per descrivere Harper stesso. Harper ha spesso fatto riferimento nei suoi lavori al mondo dei volatili.
L'album si compone di quattro lunghe canzoni che evidenziano il talento di Harper, sia come compositore che come chitarrista.
Nei ringraziamenti dell'album compare S. Flavius Mercurius per la chitarra solista in "The Same Old Rock". Il chitarrista, meglio noto come Jimmy Page, non era stato accreditato per motivi contrattuali sino alla riedizione del 2007.
Johnny Marr, chitarrista degli The Smiths, ha detto, riguardo a "Stormcock", che esso è "intenso e bello e intelligente".
Stormcock ha costituito una ispirazione per la arpista californiana Joanna Newsom, avendone influenzato ampiamente il secondo album Ys.

## Tracce

### Lato A
1. "Hors d'Oeuvres" - 8:37
2. "The Same Old Rock" - 12:24

### Lato B
1. "One Man Rock and Roll Band" - 7:23
2. "Me and My Woman" - 13:01